# Olov Larsson
Olov Lennart Sixten Larsson, född 19 mars 1911 i Sexdrega, Älvsborgs län, död 26 november 2002 i Skara, var en svensk skulptör och målare.
Larsson studerade vid Slöjdföreningens skola i Göteborg. Hans konst består av modellerade porträtthuvuden, reliefer samt tavlor med figurmotiv, gårdsinteriörer och kustlandskap.  